# Rivière aux Foins
Rivière aux Foins är ett vattendrag i Kanada.   Det ligger i provinsen Québec, i den östra delen av landet, 500 km nordost om huvudstaden Ottawa.
I omgivningarna runt Rivière aux Foins växer i huvudsak blandskog. Runt Rivière aux Foins är det mycket glesbefolkat, med 6 invånare per kvadratkilometer.